# スタジオ・ザイン
有限会社スタジオ・ザイン（英: Studio SIGN）は、日本のアニメ制作会社。

## 概要
1984年11月、アニメーター・演出家だった尾崎正善が、日下部光雄や飯村一夫らと共に活動していたザ・インを元に設立したアニメ制作会社。
主にグロス請け中心だが、他社から実制作を請け負ったり、所属メンバーがメインスタッフとして抜擢される事も多い。
2019年に本社を東京都武蔵野市吉祥寺南町3丁目33番16号から同市吉祥寺東町3丁目17番4号へ移転した。

## 主な作品

### テレビアニメ
| 開始年 | 放送期間         | タイトル     | 監督       |
| ------ | ---------------- | ------------ | ---------- |
| 2001年 | 10月 - 2003年9月 | 星のカービィ | 日下部光雄 |

### 劇場アニメ
| 公開年 | タイトル                  | 監督       | 共同制作         |
| ------ | ------------------------- | ---------- | ---------------- |
| 1987年 | ウルトラマンUSA           | 日下部光雄 | 葦プロダクション |
| 2024年 | RABBITS KINGDOM THE MOVIE | 逸見龍一郎 |                  |

### OVA
| 発売年 | タイトル                               | 監督                                             | 共同制作               |
| ------ | -------------------------------------- | ------------------------------------------------ | ---------------------- |
| 1992年 | NEWドリームハンター麗夢 殺戮の夢幻迷宮 | 奥田誠治（総） 隈崎悟、長尾粛 上井康宣、奥田誠治 |                        |
| 1997年 | 世紀末麗魔伝キメイラ                   | 日下部光雄                                       |                        |
| 2008年 | アドリブ王子                           | 長尾粛                                           | アゼータ・ピクチャーズ |

### ゲーム
| 年     | タイトル                            | 備考               |
| ------ | ----------------------------------- | ------------------ |
| 1993年 | 聖魔伝説3×3EYES                     | アニメーション制作 |
| 1993年 | ダーク・ウィザード 蘇りし闇の魔導師 | アニメーション制作 |
| 1994年 | クライムクラッカーズ                | アニメーション制作 |
| 1997年 | 海腹川背・旬                        | アニメーション制作 |
| 1997年 | クイーンズロード                    | アニメーション制作 |
| 1997年 | 花組対戦コラムス                    | アニメーション制作 |
| 1997年 | アランドラ                          | アニメーション制作 |
| 1997年 | リンダキューブ アゲイン             | アニメーション制作 |
| 1997年 | クライムクラッカーズ2               | アニメーション制作 |
| 1998年 | NOëL 〜La neige〜                   | アニメーション制作 |
| 1998年 | NOëL 〜La neige〜 Special           | アニメーション制作 |
| 1998年 | 風色のロマンス                      | アニメーション制作 |
| 1998年 | デジタルフィギュア イイナ           | アニメーション制作 |
| 1999年 | 俺の屍を越えてゆけ                  | アニメーション制作 |
| 2000年 | サモンナイト                        | アニメーション制作 |
| 2004年 | THE KING OF FIGHTERS '94 RE-BOUT    | アニメーション制作 |
| 2006年 | 新・豪血寺一族 煩悩解放             | アニメーション制作 |

### 制作協力
- 生徒諸君!心に緑のネッカチーフを（制作元請：葦プロダクション、制作協力、1986年）
- ウルトラマンキッズのことわざ物語（制作元請：円谷プロダクション、制作協力、1986年）
- NEWドリームハンター麗夢 夢の騎士達（制作元請：メルダック、制作協力、1990年）
- ウルトラマンキッズ 母をたずねて3000万光年（制作元請：円谷プロダクション、制作協力、1991年-1992年）
- JOKER マージナル・シティ（制作協力、1992年）
- ウルトラマンカンパニー（制作元請：円谷プロダクション、制作協力、1996年）
- こちら葛飾区亀有公園前派出所（制作元請：ぎゃろっぷ、各話制作協力、1996年-2004年）
- フォーチュン・クエストL（制作元請：イージーフイルム、各話制作協力、1997年-1998年）
- ロスト・ユニバース（制作元請：イージーフイルム、各話制作協力、1998年）
- Only・You ビバ!キャバクラ（制作元請：パブリック&ベーシック、制作協力、1998年）
- 下級生（制作元請：PPプロジェクト、各話制作協力、1999年）
- サイボーグクロちゃん（制作元請：スタジオボギー、各話制作協力、1999年-2001年）
- ジバクくん（制作元請：トランス・アーツ、制作協力、1999年-2000年）
- ファーブル先生は名探偵（制作元請：イージーフイルム、各話制作協力、2000年）
- ピーチガール（制作元請：スタジオコメット、各話制作協力、2005年）
- アイシールド21 MAX DEVILPOWER!（画像制作、2006年）[4]
- シルバニアファミリー（制作元請：ダイナメソッド、制作協力、2007年）
- アイシールド21 フィールドの戦士たち（画像制作、2007年）[4]
- NARUTO -ナルト- 疾風伝（制作元請：studioぴえろ、作画協力、2007年-2017年）[4]
- チーズスイートホーム（制作元請：マッドハウス、各話制作協力、2008年）[4]
- パッテンライ!! 〜南の島の水ものがたり〜（制作元請：虫プロダクション、制作協力、2008年）
- チーズスイートホーム あたらしいおうち（制作元請：マッドハウス、各話制作協力、2009年）[4]
- ギャラクシーレーサー スキャン2ゴー（制作元請：SynergySP、各話制作協力、2010年-2011年）[4]
- しろくまカフェ（制作元請：studioぴえろ、各話制作協力、2012年-2013年）[4]
- おそ松さん（制作元請：studioぴえろ、作画協力、2015年-2018年）[4]
- ふるさと再生 日本の昔ばなし（制作元請：トマソン、作画協力、2015年-2017年）[4]
- はなかっぱ（制作元請：オー・エル・エム・XEBEC、作画協力、2016年）[4]
- かみさまみならい ヒミツのここたま（制作元請：オー・エル・エム、作画協力、2016年）[4]
- ドラえもん（テレビ朝日版第2期）（制作元請：シンエイ動画、作画協力、2016年）[4]
- クレヨンしんちゃん（制作元請：シンエイ動画、作画協力、2016年）[4]
- ポケットモンスター XY&Z（制作元請：オー・エル・エム、作画協力、2016年）[4]
- 少年アシベ GO!GO!ゴマちゃん（制作元請：ブリッジ・フウシオスタジオ→studioぱれっと・シンエイ動画、作画協力、2016年-2019年）[4]
- 斉木楠雄のΨ難（制作元請：EGG FIRM・J.C.STAFF、作画協力、2016年-2018年）[4]
- BORUTO -ボルト- NARUTO NEXT GENERATIONS（制作元請：studioぴえろ、作画協力、2017年-）[4]
- アニ×パラ〜あなたのヒーローは誰ですか〜 episode3 ベイビーステップ×車いすテニス（制作元請：日本アニメーション、作画協力、2018年）[5]